# Localizer-type Directional Aid
Nel campo aeronautico un aiuto direzionale di tipo localizzatore o LDA (dall'inglese localizer type directional aid) è un tipo di avvicinamento basato sul localizzatore di una pista di un aeroporto. La FAA lo definisce: un localizzatore con un offset angolare che supera 3º dall'allineamento della pista utilizzato per avvicinamenti strumentali non di precisione con utilità e accuratezza paragonabili a un localizzatore ma che non fanno parte di un ILS completo. 
Viene utilizzato in luoghi in cui l'array di antenne del Localizer (localizzatore) non è allineato con la pista che serve a causa della conformazione del terreno o a causa della presenza di aree limitate per il sorvolo (un esempio è l'aeroporto di Washington). Viene inoltre utilizzato in modalità di controllo PRM, in combinazione con un avvicinamento ILS, RNAV o GLS su una pista adiacente, per condurre avvicinamenti strumentali simultanei offset (SOIA) a piste parallele con assi pista separati da meno di 3.000 piedi, ma di almeno 750 piedi.
In tutti questi casi il fascio guida del localizzatore può essere fortemente disassato, cioè puntato in modo tale che il percorso di avvicinamento che proietta non si trovi lungo la linea centrale della pista estesa (che è la norma per i sistemi di localizzazione non offset e non LDA).

## Utilizzo
Questo tipo di avvicinamento è inteso come un aiuto direzionale; l'LDA è cioè disegnato per guidare il pilota in una posizione più favorevole in cui vedere la pista, da lì dovrà continuare per un avvicinamento a vista.
Se l'angolo di offset della procedura è inferiore a 30º dall'asse pista le minime di avvicinamento pubblicate rientrano nella categoria straight-in, quando è superiore a questo angolo verranno pubblicate solamente quelle di circling.

## Strumentazione
Una LDA utilizza esattamente la stessa apparecchiatura di un localizer standard impiegato in un ILS, con la stessa ampiezza del fascio guida da 3 a 6 gradi. Un avvicinamento LDA (considerato non di precisione) può avere uno o più marker, un DME, e in rari casi anche un glide slope, proprio come hanno gli avvicinamenti di precisione, per esempio l'ILS.
La presentazione a bordo è uguale a quella di un avvicinamento ILS.

## Esempi
Questo tipo di avvicinamento è impiegato principalmente negli Stati Uniti; alcuni esempi sono (2016):
1. PAJN, LDA X RWY 08, Juneau International Airport, Juneau, AK
2. KSFO, LDA/DME RWY 28R and LDA PRM RWY 28R, San Francisco International Airport, San Francisco, CA
3. KGJT, LDA/DME RWY 29, Grand Junction Regional Airport, Grand Junction, CO
4. KHFD, LDA RWY 02, Hartford–Brainard Airport, Hartford, CT
5. KDCA, LDA Z RWY 19, Ronald Reagan Washington National Airport, Washington, DC
6. PHNL, LDA/DME RWY 26L, Honolulu International Airport, Honolulu, HI
7. KMTN, LDA RWY 33, Martin State Airport, Baltimore, MD
8. KLGA, LDA-A, La Guardia Airport, New York, NY
9. KDLS, LDA/DME RWY 25 and COPTER LDA/DME RWY 25, Columbia Gorge Regional Airport, The Dalles, OR
10. KSLC, LDA/DME RWY 35, Salt Lake City International Airport, Salt Lake City, UT

Esistono tuttavia esempi anche fuori dagli USA (2016):
1. BIAR, LDA RWY 01, offset 26°, Akureyri Airport, Akureyri, Iceland
2. EKVG, LDA RWYs 12 & 30, offset 14º & 2º respectively, Vágar Airport, Vágar, Faroe Islands
3. LLBG, LDA RWY 30, offset 11°, Ben Gurion Airport, Tel Aviv, Israel
4. RJTT, LDA RWY 22 and LDA RWY 23, Tokyo International Airport, Tokyo, Japan
5. RCSS, LDA RWY 28, offset 8º Taipei Songshan Airport, Taipei, Taiwan